# Keep On Movin'
Keep on Movin' là bái hát được trình bày bởi nhóm nhạc Anh Five, là single được phát hành từ album thứ hai của nhóm Invincible. Được phát hành vào cuối năm 1999, bài hát này đã chiếm giữ vị trí no1 trong bảng xếp hạng của UK. Bài hát xếp thứ 16 trong bảng xếp hạng UK các single bán chạy nhất của các boyband thập niên 1990 với 421.700 bản được bán ra và nhận được danh hiệu đĩa bạch kim.

## Thứ hạng
| Bảng xếp hạng (1999)            | Vị trí |
| ------------------------------- | ------ |
| UK Singles Chart                | 1      |
| Italian Singles Chart           | 2      |
| Dutch Top 40                    | 5      |
| Australian ARIA Singles Chart   | 6      |
| Bỉ Flanders Singles Chart       | 6      |
| Finnish Singles Chart           | 6      |
| New Zealand RIANZ Singles Chart | 7      |
| Swedish Singles Chart           | 10     |
| German Singles Chart            | 21     |
| Bỉ Wallonia Singles Chart       | 23     |
| Swiss Singles Chart             | 36     |